# Федюківка
Федюкі́вка — село в Україні, у Виноградській сільській громаді Звенигородського району Черкаської області. У селі мешкає 631 людей.
В селі працює школа, побудована у 1907 році коштом мецената Івана Яневського, яка була серед претендентів проекту 7 чудес Черкащини.

## Відомі люди
В селі народилися:
- Савчук Олексій Іванович (* 30 березня 1912) — український журналіст і прозаїк.
- Андрущенко Федір Кузьмович — вчений в галузі електрохімії, доктор технічних наук, професор, педагог, громадський діяч.
- Меленевський Маркіян Мар'янович (Мар'ян, Юлій) (* 1878 — † 1930-і) (Малиневський, Іванович, літературні псевдоніми Басок, Гилька, Масойлович) — український політичний діяч та публіцист.

## Населення
Згідно з переписом УРСР 1989 року чисельність наявного населення села становила 904 особи, з яких 397 чоловіків та 507 жінок.
За переписом населення України 2001 року в селі мешкало 696 осіб.

### Мова
Розподіл населення за рідною мовою за даними перепису 2001 року:
| Мова       | Відсоток |
| ---------- | -------- |
| українська | 99,14 %  |
| російська  | 0,86 %   |